# Oliver Georgi
Oliver Georgi (* 21. Oktober 1977 in Hamburg) ist ein deutscher Autor und Journalist der Frankfurter Allgemeinen Zeitung.

## Leben
Oliver Georgi wuchs in Koblenz auf. Er schrieb für die Rhein-Zeitung, bevor er in Marburg und Freiburg Politik, Geschichte und Deutsche Literatur studierte. Nach dem Studium und einem Nachwuchs-Journalistenstipendium der Konrad-Adenauer-Stiftung (JONA) volontierte er ab 2004 bei der Saarbrücker Zeitung. Im Jahr 2006 wechselte er zum Axel-Springer-Verlag, um das Redaktionsbüro von Die Welt Kompakt Saarland mit aufzubauen und kurz darauf zu leiten. 2007 erfolgte seine Rückkehr zur „Saarbrücker Zeitung“ als einer von drei Nachrichtenchefs. 2008 wechselte er als Redakteur vom Dienst zur Frankfurter Allgemeinen Zeitung und war bei FAZ.NET für die Nachrichtensteuerung verantwortlich. Im Oktober 2015 trat er in die politische Redaktion der F.A.Z. ein, wo er vor allem über deutsche Innenpolitik schrieb. Seit Januar 2021 stellvertretender Nachrichtenchef der F.A.Z. und stellvertretender Leiter Politik Online.
2019 erschien sein Buch „Und täglich grüßt das Phrasenschwein. Warum Politiker keinen Klartext reden - und wieso das auch an uns liegt“ im Dudenverlag Berlin; 2020 sein zweites Buch „Soundtrack Deutschland. Wie Musik made in Germany unser Land prägt“ (zusammen mit Martin Benninghoff).

## Werke (Auswahl)
- Soundtrack Deutschland. Wie Musik made in Germany unser Land prägt. (mit Martin Benninghoff). Edition Michael Fischer München 2020, ISBN 978-3-7459-0165-8.
- Und täglich grüßt das Phrasenschwein. Warum Politiker keinen Klartext reden – und wieso das auch an uns liegt. Dudenverlag Berlin 2019, ISBN 3-411-71776-9.
- Das Groteske in Literatur und Werbung. ibidem-Verlag Stuttgart 2013, ISBN 978-3-89821-253-3.
- Julia Franck. In: Kritisches Lexikon der deutschsprachigen Gegenwartsliteratur (KLG), edition text und kritik, München 2008